# Infância
Infância è un album di Egberto Gismonti, pubblicato nel 1990.
L'album è stato registrato al Rainbow Studio (Oslo) nel novembre 1990.

## Tracce
1. Ensaio De Escola De Samba (Dança Dos Escravos) - 8:49
2. 7 Anéis - 9:09
3. Meninas - 7:17
4. Infância - 10:48
5. A Fala Da Paixao - 6:13
6. Recife & O Amor Que Move O Sol E Outras Estrelas - 11:02
7. Dança No.1 - 5:22
8. Dança No.2 - 4:09

## Formazione
- Egberto Gismonti (pianoforte, chitarra)
- Jacques Morelenbaum (violoncello)
- Nando Carneiro (sintetizzatore, chitarra)
- Zeca Assumpçao (contrabbasso)